# خط ۳ متروی کرج
خط ۳ مترو کرج یکی از خطوط مصوبی شهرداری و شورای شهر سامانه قطار شهری کلانشهر کرج است. این خط از غرب به نام ایستگاه باغستان در محله باغستان غربی آغاز و در شرق ایستگاه شهید سلطانی (کرج - پل فردیس) به پایان می‌رسد. طول این خط، ۱۴٫۵ کیلومتر است و با ایستگاه کرج (شهید سلطانی) در خط ۱، خط ۲ و خط ۶ تلاقی دارد. این خط، تنها خطی از مترو است که شمال کرج را به صورت افقی می‌پیماید.
- خط ۳ متروی کرج، در کل دارای ۱۳ ایستگاه هوایی می‌باشد.

آنچه که توسط دفتر امور بین‌الملل سازمان قطارشهری کلانشهر کرج و حومه بیان داشته‌است، قرار است این خط به صورت مونوریل باشد و دارای ۴ ایستگاه تقاطعی با خطوط ۴، ۵، ۲، ۶ و ۱ (به ترتیب از غرب به شرق) داشته باشد.
ایستگاه تقاطعی آن با خط ۴، باغستان؛ ایستگاه تقاطعی با خط ۵، دانشگاه آزاد اسلامی واحد کرج (گوهردشت)، ایستگاه تقاطعی با خطوط ۱، ۲ و ۶، شهید سلطانی (کرج - پل فردیس)؛ ایستگاه تقاطعی با خطوط ۲ و ۶، میدان امام حسین می‌باشد.

## ایستگاه‌ها
این خط از باغستان به نام ایستگاه باغستان در محله باغستان غربی آغاز و در ایستگاه شهید سلطانی (کرج - پل فردیس) به پایان می‌رسد.
| ایستگاه‌های خط ۳ متروی کرج | ایستگاه‌های خط ۳ متروی کرج         | ایستگاه‌های خط ۳ متروی کرج | ایستگاه‌های خط ۳ متروی کرج |
| ------------------------- | --------------------------------- | ------------------------- | ------------------------- |
| شماره                     | نام ایستگاه                       | وضعیت                     | تقاطع‌ها                   |
| ۱                         | ایستگاه باغستان                   | درحال ساخت                | خط ۴                      |
| ۲                         | ایستگاه آتشگاه                    | درحال ساخت                |                           |
| ۳                         | ایستگاه زندان رجایی‌شهر            | درحال ساخت                |                           |
| ۴                         | ایستگاه دانشگاه آزاد واحد کرج     | درحال ساخت                | خط ۵                      |
| ۵                         | ایستگاه میدان دانشگاه             | درحال ساخت                |                           |
| ۶                         | میدان نبوت                        | درحال ساخت                |                           |
| ۷                         | ایستگاه پارسیان                   | درحال ساخت                |                           |
| ۸                         | ایستگاه میدان استقلال             | درحال ساخت                |                           |
| ۹                         | ایستگاه میدان جانبازان            | درحال ساخت                |                           |
| ۱۰                        | ایستگاه بلوار شورا                | درحال ساخت                |                           |
| ۱۱                        | ایستگاه سه راه دانشکده            | درحال ساخت                |                           |
| ۱۲                        | ایستگاه میدان امام حسین           | درحال ساخت                | خط ۲ خط ۶                 |
| ۱۳                        | ایستگاه کرج (شهید سلطانی) - فاز ۳ | درحال ساخت                | خط ۲ خط ۶ و خط ۱ یا خط ۵  |

## فهرست منابع
1. ↑  سازمان قطار شهری کرج و حومه. «نقشهٔ خطوط متروی کرج». https://www.karajmetro.ir. پیوند خارجی در |وبگاه= وجود دارد (کمک)